# یورگ بروگمن
یورگ بروگمن (انگلیسی: Jürg Bruggmann؛ زادهٔ ۱ اکتبر ۱۹۶۰ ‏(۶۴ سال)) دوچرخه‌سوار اهل سوئیس است.